# Зирган
Зирга́н (баш. Ергән) — село в Мелеузовском районе Башкортостана, административный центр Зирганского сельсовета.

## История

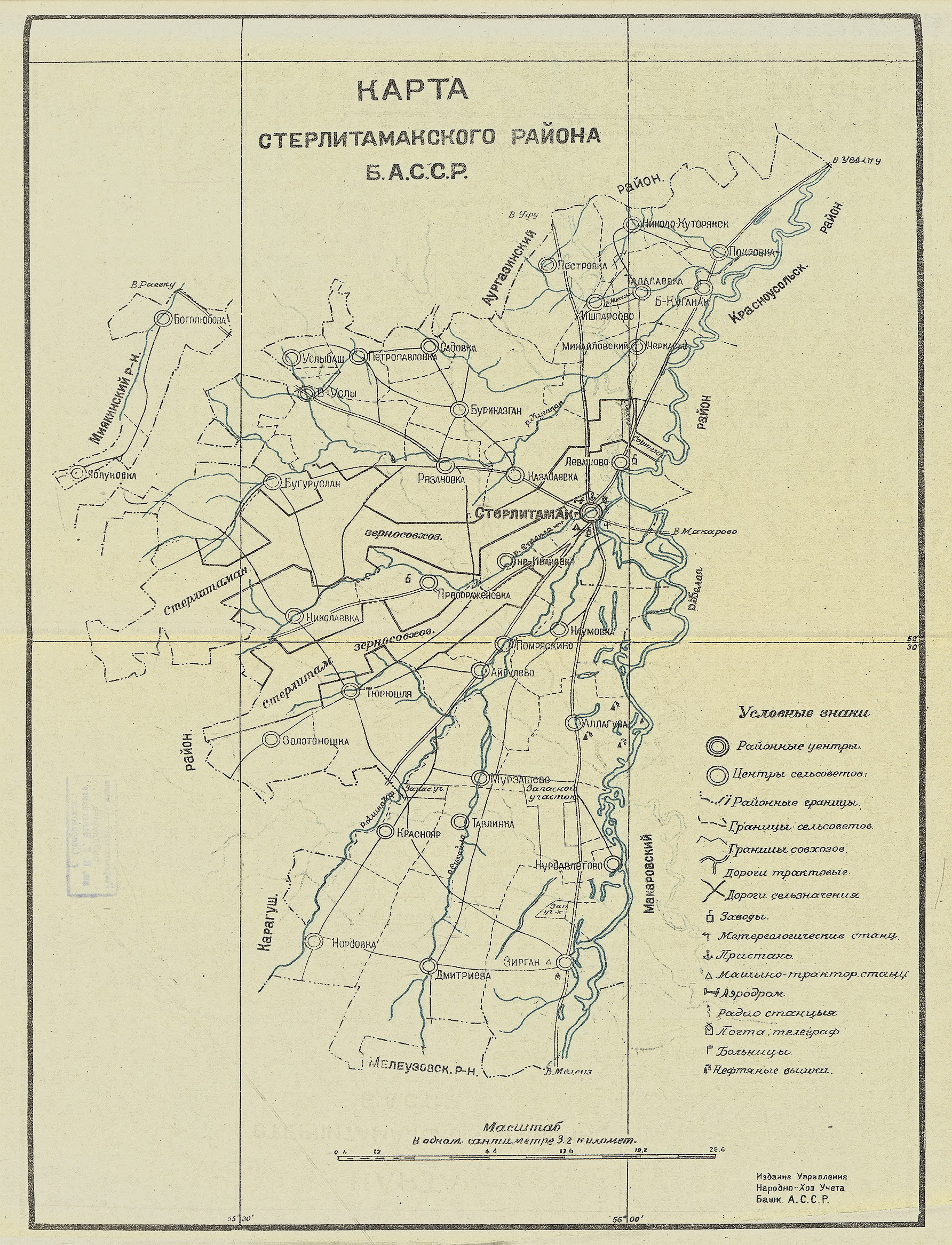
Зирган в Стерлитамакском районе (1933).

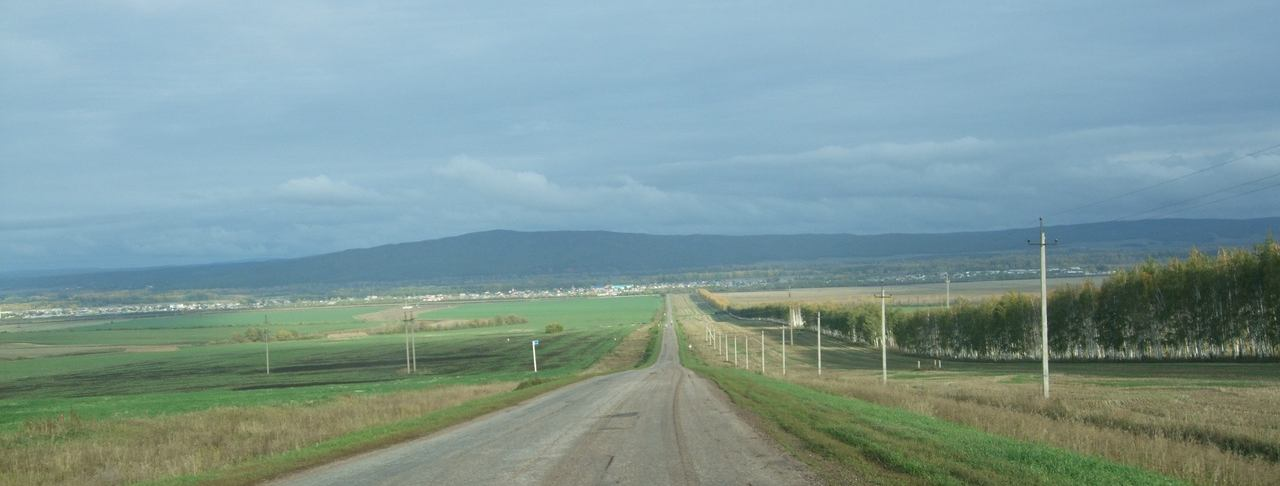
Окрестности Зиргана в 2012 году

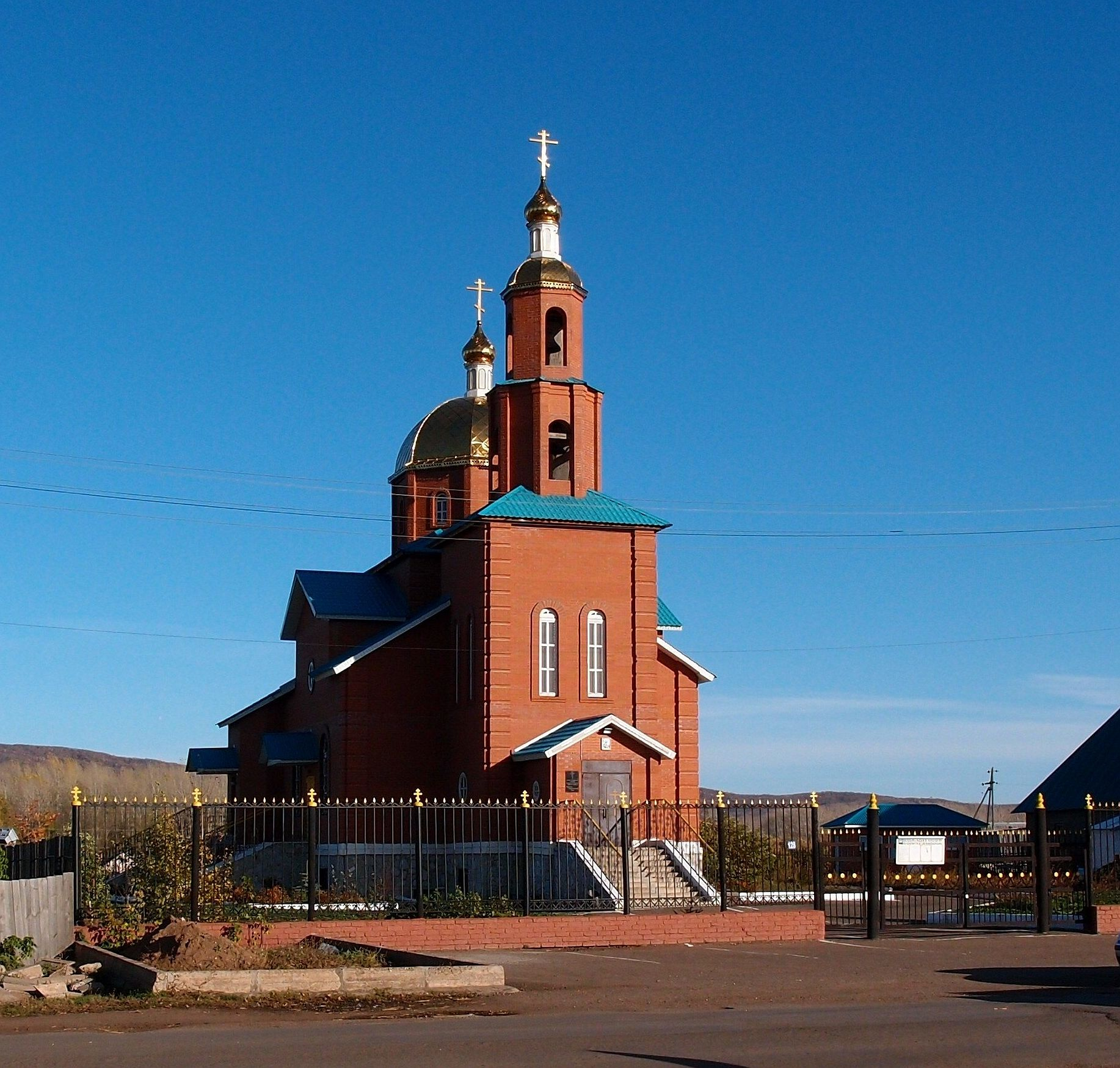
Михаило-Архангельский храм

Деревня Зирган возникла в 1771 г. Образована в результате заключения договора между башкирами-юрматинцами села Сабашево и приезжими татарами из центральных губерний. Они арендовали землю у башкир и основали здесь небольшое поселение. Приезжие получили право на поселение сроком на 30 лет. В деревне поселились служилые татары, чуваши, мордва.
После подавления Крестьянской войны под предводительством Е. Пугачева отряды правительственного войска квартировали в Зиргане. 12 октября 1774 г. генерал-каратель Фрейман, сообщая о расположении своего войска в крае, писал, что воинские команды находятся в с. Ташлы, в деревне Канчурино, Мусино по рр. Белой, Каскино, Баба-ларах, Стерлитамакской пристани. Сам генерал с ротой гренадеров и ротой чугуевских казаков с 4 пушками находился в д. Зирган.
ЭСБЭ писала о деревне как о торговом селе татар:
Зирганова — деревня Уфимской губернии. Стерлитамакского уезда. Жит. более 2½ тыс. Много татар; мечеть. Торговое село. Базары.
Декретом ВЦИК РСФСР от 18 ноября 1920 года Зирган с Зирганской волостью передан из Уфимской губернии в Башкирскую республику.

## Население
| 1989 | 2002  | 2009  | 2010  | 2021  |
| ---- | ----- | ----- | ----- | ----- |
| 3715 | ↗4075 | ↗4567 | ↘4125 | ↘4115 |

Согласно переписи 2020 года, преобладающая национальность — татары (44,9 %), русские (32,1 %), башкиры (14,8 %), чуваши (5,1 %).

## Географическое положение
Рядом расположена гора Зирган-Тау, на котором находится детский оздоровительный лагерь "Спутник".
Артезианские источники в районе Зиргана снабжают питьевой водой Салават, Стерлитамак и Ишимбай.
Расположено на берегу реки Белой.
Расстояние до:
- районного центра (Мелеуз): 31 км,
- ближайшей ж/д станции (Зирган): 0 км.

## Инфраструктура
- Есть школа, физкультурно-оздоровительный комплекс, дом культуры, мечеть, музыкальная школа, бассейн[7].
- Осенью 2007 года введен в строй новый сельский дом культуры на 300 мест.  Сюда переехал из здания школы краеведческий музей.
- Расположен Зирганский водозабор. Отсюда поступает в квартиры салаватцев до 70 тысяч кубометров питьевой воды. Вода подается со скважин поселка Зирган с глубины 50—55 метров.

## Экономика
В настоящее время действуют СПК "Колхоз «Салават»", МТС, элеватор. Ежедневно предприятие ИП Васильевой в Салават отправляется около 5 тонн молочной продукции с фирменным названием «Белянка».

## Религия
В 2005 году была открыта мечеть «Кадрия».
В селе находится Михаило-Архангельский храм. При храме действует воскресная школа.

## Известные жители и уроженцы
- Банников, Василий Васильевич (1 ноября 1925 — 12 декабря 1951) — командир орудия 82-го отдельного гвардейского истребительно-противотанкового дивизиона (74-я гвардейская стрелковая дивизия, 8-я гвардейская армия), гвардии сержант, полный кавалер ордена Славы[11].
- Венедиктов, Анатолий Васильевич (30 июня 1887 — 9 августа 1959) — советский правовед, учёный, юрист, академик АН СССР (1958)[12].
- Мирсай Амир (24 декабря 1906 — 1 июня 1980) — прозаик и драматург, журналист, государственный и общественный деятель, заслуженный деятель искусств Татарской АССР (1945)[13].
- Морозов, Валерий Степанович  (24 июля 1929 — 22 августа 2015) — доктор с/х наук, профессор, постоянный член Всемирной ассоциации по птицеводству (ВНАП) (1972), Заслуженный деятель науки Российской Федерации (1997), почетный гражданин города Хабаровска (2007)[14].
- Пищаев, Геннадий Михайлович (род. 30 июля 1927) — советский оперный, камерный и эстрадный певец, Заслуженный артист РСФСР (1965)[15].
- Пищаев, Павел Михайлович (24 октября 1925 — 21 сентября 2004) — почетный житель города Салавата.
- Рамеев, Закир Садыкович (22 ноября 1859 — 9 октября 1921) — классик татарской литературы, известный золотопромышленник и меценат, оренбургский купец первой гильдии, член Государственной Думы первого созыва (от Оренбургской губернии)[16].
- Сагадиев, Гидаят Сибагатович (27 июля 1887 — 9 октября 1937) — участник Гражданской войны и Башкирского национального движения, нарком просвещения Башкирской АССР (1920—1922), член башкирского главсуда (1923—1930)[17].
- Султан, Гариф Нигматуллиевич (23 сентября 1923 — 14 ноября 2011) — журналист, сотрудник татаро-башкирской службы радио «Свобода».

## Памятники
- В селе есть мемориал участникам Великой Отечественной войны. 700 зирганцев не вернулись с поля боя, их имена увековечены на плитах мемориала. Выжил и вернулся, но скончался от ран Василий Банников, полный кавалер ордена Славы. Первая запись на рейхстаге «Мы вернулись» сделана его рукой.
- Мемориальная плита поэту Дэрдмэнду (псевдоним великого татарского поэта Закира Рамеева).
- Памятник Аитову Закиру Гиззатовичу (1914—1989).
- Памятник Банникову Василию Васильевичу (1925—1951).

## Интересные факты
В районе села находится древнее городище. Оно впервые описано и названо«Юмаково» разведкой Уральского Государственного университета под руководством В. П. Викторова в 1952 г.
Городище имеет длинный (до 1 км) и очень извилистый ров, ограничивающий часть береговой лощины. Глубина рва 1,5 м, ширина от 5 до 12 метров". С севера городище защищено крутым берегом речки Зирганка, а с запада берегом старого русла р. Белой, который во время строительства городища, вероятно, тоже был крутым.
Внутри имелись 2 сарматских кургана. Один курган был грабительски раскопан еще до 1952 г., а второй вскрыт в 1982 г. профессором В. С. Горбуновым, который определяет, что курган был сооружен на финальном этапе бронзового века и относит его к третьей четверти второго тысячелетия до нашей эры. Старожилы с. Зирган называли это городище «Пугачевские окопы».